# Бушманов Євген Олександрович
Євген Олександрович Бушманов (рос. Евгений Александрович Бушманов, нар. 2 листопада 1971, Тюмень) — російський футболіст, що грав на позиції захисника. По завершенні ігрової кар'єри — тренер.

## Клубна кар'єра
У дорослому футболі дебютував 1988 року виступами за команду клубу «Шинник», в якій провів два сезони, взявши участь у 21 матчі чемпіонату. 
Протягом 1990—1992 років захищав кольори команди клубу «Спартак» (Москва).
Своєю грою за останню команду привернув увагу представників тренерського штабу клубу ЦСКА (Москва), до складу якого приєднався 1992 року. Відіграв за московських армійців наступні п'ять сезонів своєї ігрової кар'єри. Більшість часу, проведеного у складі московського ЦСКА, був основним гравцем захисту команди.
Згодом з 1997 по 2000 рік грав у складі команд московських «Торпедо» та «Спартака».
Завершив професійну ігрову кар'єру у клубі «Крила Рад» (Самара), за команду якого виступав протягом 2001—2003 років.

## Виступи за збірну
1991 року став бронзовим призером чемпіонату світу серед молодіжних команд у складі молодіжної збірної СРСР.
1996 року дебютував в офіційних матчах у складі національної збірної Росії. Протягом кар'єри у національній команді, яка тривала 5 років, провів у формі головної команди країни лише 7 матчів.
У складі збірної був учасником чемпіонату Європи 1996 року в Англії.

## Кар'єра тренера
Розпочав тренерську кар'єру, повернувшись до футболу після невеликої перерви, 2010 року, очоливши тренерський штаб клубу «Хімки».
З 2013 по 2017 очолював тренерський штаб команди «Спартак-2» (Москва).
З 2017 по 2018 очолював молодіжну збірну Росії.

## Титули і досягнення
- Чемпіон Росії (3):

«Спартак» (Москва): 1998, 1999, 2000
- Чемпіон Європи (U-18): 1990